# Amanlis
Amanlis (bret. Amanliz) – miejscowość i gmina we Francji, w regionie Bretania, w departamencie Ille-et-Vilaine.
Według danych na rok 1990 gminę zamieszkiwały 1344 osoby, a gęstość zaludnienia wynosiła 53 osoby/km² (wśród 1269 gmin Bretanii Amanlis plasuje się na 466. miejscu pod względem liczby ludności, natomiast pod względem powierzchni na miejscu 366.).